# Ебергард фон Боремскі
Ебергард фон Боремскі (нім. Eberhard von Boremski; 24 вересня 1919, Людвігслюст — 16 грудня 1963, Гамбург) — німецький льотчик-ас винищувальної авіації, гауптман люфтваффе. Кавалер Лицарського хреста Залізного хреста.

## Біографія
Після закінчення льотної школи зарахований в 2-у групу 77-ї винищувальної ескадри. Учасник Польської кампанії. 1 березня 1940 року переведений в 7-у ескадрилью 3-ї винищувальної ескадри. Свою першу перемогу здобув 13 червня 1940 року під час Французької кампанії. Учасник Німецько-радянської війни. 21 травня 1942 року здобув свою 50-у перемогу. В другій половині 1942 року працював інструктором в навчальній винищувальній групі «Схід», дислокованій у Франції. Наприкінці 1942 року повернувся на фронт командиром 7-ї ескадрильї 3-ї винищувальної ескадри. 25 квітня 1943 року здобув свою 88-у перемогу. 7 серпня 1943 року відряджений в навчальну винищувальну групу «Південь». Був відряджений в Румунію, де навчав льотчиків румунських ВПС. З 11 квітня 1944 року — командир 12-ї ескадрильї 3-ї винищувальної ескадри, з якою брав участь у боях над Німеччиною. З березня 1945 року — командир 3-ї групи 1-ї навчальної винищувальної ескадри. Всього за час бойових дій здійснив 630 бойових вильотів і збив 104 літаки. 8 травня 1945 року здався американським військам, а наприкінці місяця був переданий радянській владі. В 1949 році переданий владі ФРН і звільнений. Загинув внаслідок нещасного випадку.

## Нагороди
- Нагрудний знак пілота
- Залізний хрест 2-го і 1-го класу
- Лицарський хрест Залізного хреста (3 травня 1942) — за 43 перемоги.
- Німецький хрест в золоті (12 липня 1943)
- Авіаційна планка винищувача в золоті з підвіскою «600»